# Traité de Paris (1814)
Pour les articles homonymes, voir traité de Paris.
Le traité de Paris du 30 mai 1814 fixe les frontières de la France après la première abdication de Napoléon Ier, exilé à l'île d'Elbe. Cet accord est remis en question par l'épisode des Cent-Jours et un nouveau traité est signé en 1815.

## Contexte

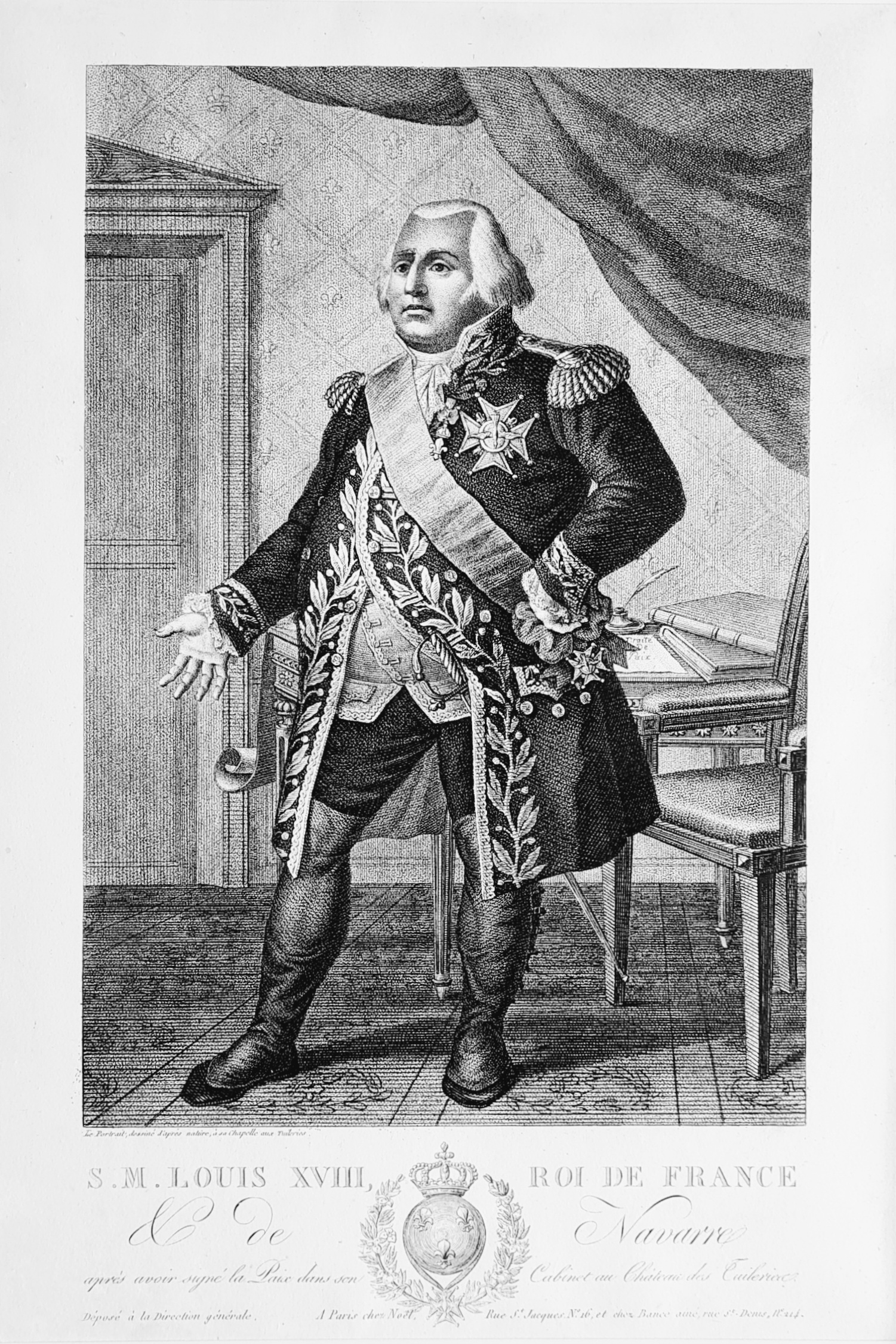
S. M. Louis XVIII, roi de France & de Navarre après avoir signé la Paix dans son Cabinet au Château des Tuileries, estampe gravée en mai 1814, éditée par Francisque Noël et Bance ainé, début XIX^{e}.

En 1814, l'alliance formée entre le Royaume-Uni de Grande-Bretagne et d'Irlande, le Portugal, l'Empire russe, la Suède, le royaume de Prusse, et l’empire d'Autriche s'empare de Paris le 31 mars. Les maréchaux forcent l'Empereur à abdiquer et Louis XVIII est proclamé roi par le Sénat.
Le 23 avril, une convention signée par le comte d'Artois livre cinquante-trois forteresses encore tenues par les armées françaises en Allemagne, en Italie et en Belgique, ramenant la France à ses limites d'avant janvier 1792. Elle est suivie du traité de Paris du 30 mai 1814 qui règle le sort de la France et prévoit un congrès qui devra se réunir à Vienne en septembre pour régler le sort des territoires repris à Napoléon.

## Le territoire de la France en 1814
Le traité stipule en son article II : « Le royaume de France conserve l'intégrité de ses limites, telles qu'elles existaient à l'époque du 1er janvier 1792. Il recevra en outre une augmentation de territoire […] », destinée à ménager les sentiments des Français.

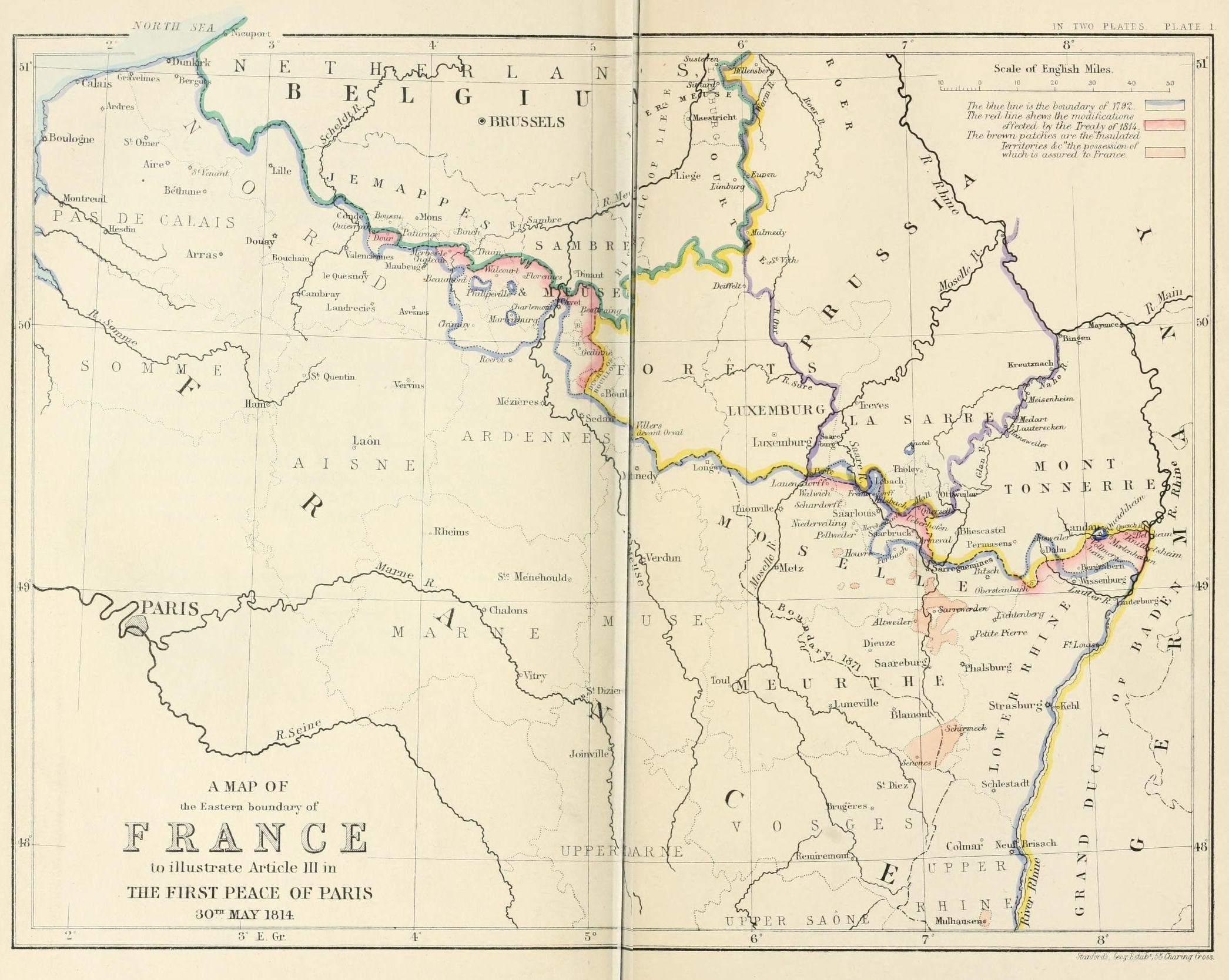
Frontière Nord-Est de la France après le traité.

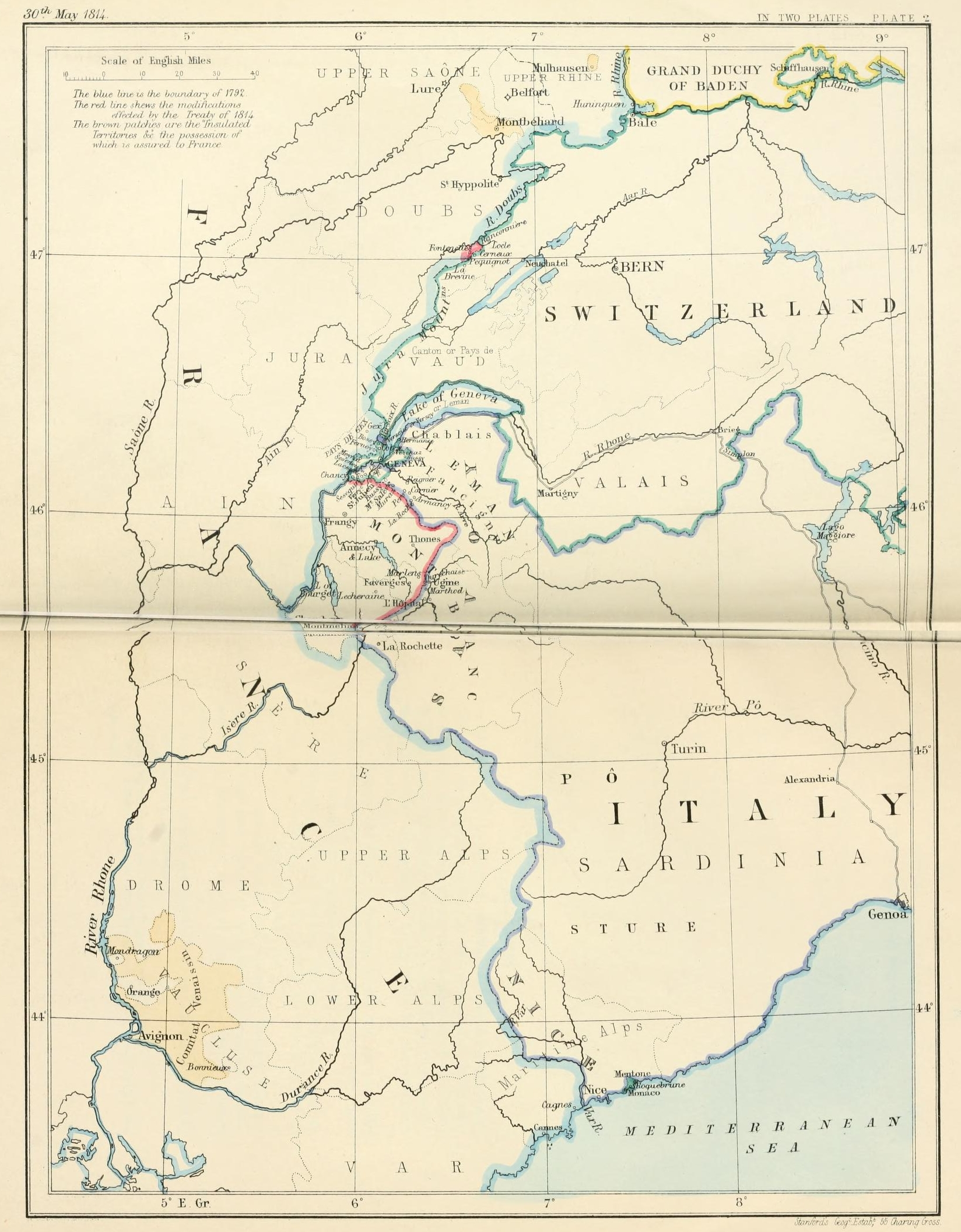
Frontière Sud-Est.

### Les anciennes enclaves
Cette augmentation laisse à la France les territoires qui, avant 1789, formaient des enclaves dans le territoire français :
- le Comtat Venaissin ;
- la principauté de Montbéliard et Mulhouse[1] ;
- « Toutes les enclaves qui ont appartenu autrefois à l'Allemagne, […] qu'elles aient été incorporées à la France avant ou après le 1er janvier 1792 ».

La France conserve ainsi sur la frontière nord-est :
- Philippeville, Mariembourg, Sarrelouis et Landau[1] :
- dans le département de Jemmapes, les cantons de Dour, Merbes-le-Château, Beaumont et Chimay ;
- dans le département de Sambre-et-Meuse, les cantons de Walcourt, Florennes, Beauraing et Gedinne ;
- dans le département de la Sarre, les cantons de Sarrebruck et de Sankt Arnual ainsi qu'une partie de celui de Lebach ;
- ainsi que la partie des départements du Bas-Rhin et du Mont-Tonnerre située sur la rive droite de la Queich.

### La frontière entre la France et la Savoie
La France conserve, dans le département du Mont-Blanc :
- l'arrondissement de Chambéry, à l'exception des cantons de L'Hôpital, Saint-Pierre-d'Albigny, La Rochette et de Montmélian ;
- l'arrondissement d'Annecy, à l'exception d'une partie du canton de Faverges.

La commune du Cerneux-Péquignot est détachée du Doubs pour le canton de Neuchâtel.

### Monaco
En application du principe de légitimité, le prince de Monaco recouvre son trône et la France retrouve la protection qu'elle exerçait sur la Principauté. Cette protection sera transférée au royaume de Sardaigne au second traité de Paris (1815).

### L'outre-mer
Le Royaume-Uni rétrocède à la France la Guadeloupe, la Martinique et La Réunion mais conserve Malte, l'« île de France » devenue l'île Maurice, les Seychelles, ainsi que Tobago, la Dominique et Sainte-Lucie aux Antilles. La France rétrocède la partie orientale de Saint-Domingue à l'Espagne. Toutefois, elle obtient des signataires que l'indépendance de la partie occidentale (Haïti), proclamée en 1804 par Jean-Jacques Dessalines, ne soit pas reconnue, et que le territoire soit encore considéré comme colonie française.
Saint-Louis-du-Sénégal est aussi rétrocédé à la France : l'expédition envoyée pour en prendre possession en 1816 donna lieu à un épisode resté célèbre (Le Radeau de La Méduse).

## Projet d'abolition de la traite négrière
À l'initiative de l'Angleterre qui a règne sur les mers et a aboli la traite négrière en 1807, un article additionnel est ajouté au traité du Paris du 30 mai 1814 indiquant que la traite devrait être interdite en France dans les cinq ans, soit en 1819, :
« S. M. Très-Chrétienne, partageant sans réserve tous les sentiments de S. M. Britannique relativement à un genre de commerce que repoussent et les principes de la justice naturelle et les lumières des temps où nous vivons, s’engage à unir, au futur congrès, tous ses efforts à ceux de S. M. Britannique, pour faire prononcer par toutes les puissances de la chrétienté l’abolition de la traite des noirs, de telle sorte que ladite traite cesse universellement, comme elle cessera définitivement et dans tous les cas, de la part de la France, dans un délai de cinq années, et qu’en outre, pendant la durée de ce délai, aucun trafiquant d’esclaves n’en puisse importer, ni vendre ailleurs que dans les colonies de l’État dont il est sujet. »

## Le traité de 1815
Le traité de 1814 stipule qu'il doit être suivi par un congrès devant se réunir à Vienne qui sera lui-même confirmé par un nouveau traité de Paris signé le 20 novembre 1815 entre les mêmes parties.
Après les Cent-Jours, il est beaucoup plus sévère pour la France, et lui ôte, entre autres, les villes de Sarrebruck, Annecy et Chambéry.
Citons l'article I :

« Les frontières de la France seront telles qu'elles étaient en 1790, sauf les modifications de part et d'autre indiquées dans l'article présent. » et le § 4 du même article I : « Des frontières du canton de Genève jusqu'à la Méditerranée, la ligne sera celle qui, en 1790 séparait la France de la Savoie et du canton de Nice. Les rapports que le traité de Paris de 1814 avaient établis entre la France et la principauté de Monaco, cesseront à perpétuité, et les mêmes rapports existeront entre cette principauté et S. M. [Sa Majesté] le roi de Sardaigne. »

L'île de Diego Garcia, que les Français avait intégrée à la colonie de l'île de France (Maurice) en 1721, passe aux Britanniques qui la revendiquaient depuis 1745.